# Pop Team Epic
Pop Team Epic (ポプテピピック?, Poputepipikku), noto anche come Poptepipic, è un manga yonkoma scritto e disegnato da Bkub Okawa. La serie ha iniziato la pubblicazione sul sito web Manga Life Win di Takeshobo il 29 agosto 2014. I capitoli sono poi raccolti da Takeshobo in volumi tankōbon. Un adattamento televisivo anime realizzato da Kamikaze Douga e prodotto da King Records è andato in onda in Giappone dal 7 gennaio al 25 marzo 2018; due episodi speciali sono andati in onda il 1º aprile 2019.

## Trama
Il manga racconta le disavventure di due ragazze di 14 anni di nome Popuko e Pipimi, che affrontano una varietà di situazioni bizzarre a cui rispondono in modi altrettanto bizzarri ed esagerati. Il manga è noto per le sue frequenti parodie della cultura pop e la sua combinazione di surrealismo, assurdità e nonsense, che hanno contribuito allo sviluppo di un seguito di culto tra il pubblico giapponese e occidentale.

## Personaggi
Popuko (ポプ子?)
Una delle due protagoniste, è una scolaretta bionda di bassa statura, è amica di Pipimi.
Pipimi (ピピ美?)
Seconda protagonista, è una scolaretta alta dai capelli blu, è amica di Popuko.

## Media

### Manga
Il manga viene scritto e disegnato da Bkub Okawa, autore precedentemente conosciuto per una dōjinshi della serie Tōhō Project. La serie è stata serializzata dal 29 agosto 2014 al 7 novembre 2015 sul sito web Manga Life Win edito da Takeshobo. Il primo volume tankōbon è stato pubblicato il 7 dicembre 2015. Successivamente Okawa ha pubblicato una "seconda stagione" sempre su Manga Life Win dal 18 febbraio 2016 al 30 aprile 2017. Il secondo volume è uscito il 7 giugno 2017. Una "terza stagione" è iniziata sul medesimo sito web dal 10 ottobre 2017.
Un'antologia a fumetti basata sul manga immaginario di Hoshiiro Girldrop è stato pubblicato il 9 gennaio 2018.

#### Volumi
| Nº        | Titolo italiano (traduzione letterale) Giapponese 「Kanji」 - Rōmaji | Data di prima pubblicazione            | Data di prima pubblicazione |
| Nº        | Titolo italiano (traduzione letterale) Giapponese 「Kanji」 - Rōmaji | Giapponese                             |                             |
| 1         | Pop Team Epic 「ポプテピピック」 - Poputepipikku | 7 dicembre 2015 ISBN 978-4-8019-5419-9 |                             |
| 1         | Capitoli - Capitoli 1-15 |                                        |                             |
| 2         | Pop Team Epic: Second Season 「ポプテピピック セカンドシーズン」 - Poputepipikku Sekando Shīzun | 7 giugno 2017 ISBN 978-4-8019-5957-6   |                             |
| 2         | Capitoli - Capitoli 1-15 |                                        |                             |
| 3         | Pop Team Epic: Season Three and Four 「ポプテピピック SEASON THREE AND FOUR」 - Poputepipikku SEASON THREE AND FOUR | 7 marzo 2019 ISBN 978-4-8019-6549-2    |                             |
| 3         | Capitoli - Capitoli 1-15 |                                        |                             |
| 4         | Pop Team Epic: Season Five 「ポプテピピック SEASON FIVE」 - Poputepipikku SEASON FIVE | 5 marzo 2021 ISBN 978-4-8019-7228-5    |                             |
| 4         | Capitoli - Capitoli 1-15 |                                        |                             |
| 5         | Pop Team Epic: Season Six 「ポプテピピック SEASON SIX」 - Poputepipikku SEASON SIX | 7 dicembre 2021 ISBN 978-4-8019-7495-1 |                             |
| 5         | Capitoli - Capitoli 1-15 |                                        |                             |
| 6         | Pop Team Epic: Season Seven 「ポプテピピック SEASON SEVEN」 - Poputepipikku SEASON SEVEN | 14 luglio 2023 ISBN 978-4-8019-8099-0  |                             |
| 7         | Pop Team Epic: Season Eighty 「ポプテピピック SEASON EIGHT」 - Poputepipikku SEASON EIGHT | 17 giugno 2024 ISBN 978-4-8019-8329-8  |                             |
| Antologia | Hoshiiro Girldrop Comic Anthology 「星色ガールドロップ コミックアンソロジー」 - Hoshiiro Gārudoroppu Komikku Ansorojī | 9 gennaio 2018 ISBN 978-4-8019-6153-1  |                             |
| Antologia | Capitoli (traduzioni letterali dei titoli) - Hop Step Drop (ホップ・ステップ・ドロップ?, Hoppu Steppu Doroppu) di Kamiya Fujisawa - Stop! Sosogu-chan (ストップ!そそぐちゃん?, Sutoppu! Sosogu-chan) di Yukiko - Color-abe Girl Drop (阿部色ガールドロップ?, Abeiro Gāru Doroppu) di Romancing Abe - La teoria e Hime-chan Punch: La distanza tra di loro (理論とひめちゃんパンチ：ふたりの距離?, Riron to Hime-chan Panchi: Futari no kyori) di Tetsuya Imai - Immensa Shizuku (でっかいしずく?, Dekkai Shizuku) di Fakkuma - Sosogu è un asso dei quiz!? (そそぐはクイズ王!??, Sosogu wa Kuizu ō!?) di Sadaji Koike - Sosogu: La vita di una ragazza color stella (星色ガール伝そそぐ?, Hoshiiro Gāru-den Sosogu) di Bkub Okawa - Traboccante (氾濫?, Hanran) di Kafun - Guarda, Shizuku (見ろなのしずく?, Miro nano Shizuku) di Heriyama - Le Drop Stars segrete (内緒のドロップスターズ?, Naisho no Doroppu Sutāzu) di Auri Hirao - Imbarazzante Maternity Blues (はにかみ・マタニティブルー?, Hanikami mataniti Burū) di Riyo - Capitolo finale: Stella cadente (最終話『流星』?, Saishūwa "ryūsei") di Mizunosoto - Astromical Unit (Astromical Unit?) di Popoko Hato |                                        |                             |

### Anime

Pipimi (a sinistra) e Popuko (a destra) nella serie animata.

Un adattamento anime è stato annunciato il 2 aprile 2017, sebbene qualche giorno prima venne fatto un falso annuncio durante il pesce d'aprile riguardante la serie Hoshiiro Girldrop, ovvero un manga immaginario presente all'interno della storia. L'anime è stato prodotto dallo studio d'animazione Kamikaze Douga in collaborazione con King Records ed è stato diretto da Jun Aoki e Aoi Umeki. La serie, composta da dodici episodi, è stata trasmessa dal 7 gennaio al 25 marzo 2018, sebbene fosse originariamente prevista per l'ottobre 2017, ma venne posticipata a causa di un "errore di King Records". Uno speciale televisivo è andato in onda il 1º aprile 2019, il quale funge da episodi 13 e 14.
Riprendendo la formula del manga originale, l'anime assume la forma di una serie parodistica animata, con numerose scenette tipicamente sconnesse e di varia lunghezza; mentre alcuni di questi cortometraggi sono adattati dai rispettivi capitoli originali del fumetto, la maggior parte di essi sono stati creati appositamente dagli sceneggiatori della versione animata. I vari cortometraggi mostrano collettivamente una varietà di stili di animazione differenti, il più delle volte in CGI, in 2D prodotta in maniera professionale ed in alcuni casi idiosincratiche prodotte dal Team AC (AC部?, AC-bu). Ogni episodio di mezz'ora presenta due segmenti di 15 minuti quasi identici, ciascuno contenente diversi doppiatori e altre piccole differenze.
La sigla d'apertura degli episodi 2-10 è Pop Team Epic cantata da Sumire Uesaka, mentre quella di chiusura è Poppy Pappy Day ed è cantata da Popuko (Yui Makino/Kenji Akabane (ep. 1-6), Hiromi Igarashi/Toshiki Masuda (ep. 8-9, 11) e Pipimi (Yui Watanabe/Shunsuke Takeuchi (ep. 1-6), Rei Matsuzaki/Wataru Hatano (ep. 8-9, 11)) mentre Shouta Aoi interpreta il tema musicale nell'episodio 12. La sigla di chiusura dell'episodio 10 è Jinsei (人生? lett. "Vita") ed è interpretata sempre dai duetti Igarashi/Matsuzaki e Masuda/Hatano. Il tema d'apertura dell'episodio 1, il quale inizia con un segmento di Hoshiiro Girldrop, è Twinkling Star ed è interpretato dalle Drop Stars (Yui Ogura, Inori Minase e Uesaka). L'episodio 12 ha utilizzato alcune parti della musica classica Una notte sul Monte Calvo di Modest Petrovič Musorgskij e Requiem di Mozart all'interno della storia. La sigla che apre la prima metà dello speciale è last sparkle di Uesaka, mentre la seconda metà utilizza Pretty candle star delle Drop Stars (Ogura, Minase e Uesaka) nella prima parte e Shunsuke Itakura e Tōru Adachi del Team AC nella seconda parte. Il brano inserito e la sigla di chiusura della prima metà sono rispettivamente Popuko ni Sauce (ポプ子にソース? lett. "Salsa di Popuko") e Fûsen hikô (風船飛行? lett. "Volo in mongolfiera"), cantatati rispettivamente da Popuko (Yuka Ozaki/Kent Ito) e Pipimi (Aya Uchida/Ryuichi Kijima). La canzone presente invece nella seconda metà è Bansaku neender, cantata dai duetti Ozaki/Uchida e Ito/Kijima, con Shouta Aoi che canta la sua versione del tema finale Fûsen hikô, così come il suo tema di chiusura, AOI Traveller.
Una replica remixata intitolata Pop Team Epic Repeat, che mischia i doppiatori della serie originale, è stata trasmessa dal 9 ottobre al 25 dicembre 2021. Questa versione presenta alcune differenze come il ridoppiaggio dei segmenti del Team AC e di quelli di Japon Mignon oltre che alcune modifiche a livello visivo. La sigla iniziale è Pop Team Epic (Rebroadcasting Mix) di Sumire Uesaka per i primi 10 episodi.
La serie è stata rinnovata per una seconda stagione il 26 dicembre 2021 dopo la trasmissione dell'ultimo episodio di Pop Team Epic Repeat. Jun Aoki è tornato a ricoprire il ruolo di regista e sceneggiatore mentre Space Neko Company ha animato la stagione insieme a Kamikaze Douga. È stata trasmessa dal 1º ottobre al 17 dicembre 2022.
Crunchyroll ha acquistato i diritti di distribuzione fuori dall'Asia e ha pubblicato la serie in simulcast in versione sottotitolata in più lingue, tra cui quella italiana. Inoltre in Italia la serie è stata acquistata anche da Dynit che ha distribuito a sua volta la serie sul portale web VVVVID. Lo speciale televisivo è disponibile sia su Crunchyroll che su VVVVID. Crunchyroll ha reso disponibile anche la versione Pop Team Epic Repeat sempre in simulcast.

#### Episodi

##### Prima stagione
| Nº       | Titolo italiano Giapponese 「Kanji」 - Rōmaji                                                                  | In onda          | In onda |
| Nº       | Titolo italiano Giapponese 「Kanji」 - Rōmaji                                                                  | Giapponese       |         |
| 1        | L'incontro 「出会い」 - Deai                                                                                   | 7 gennaio 2018   |         |
| 2        | Vanves, il gioco dimensionale 「異次元遊戯ヴァンヴー」 - Ijigen yūgi vanvū                                     | 14 gennaio 2018  |         |
| 3        | The Document 「ザ・ドキュメント」 - Za Dokyumento                                                              | 21 gennaio 2018  |         |
| 4        | SWGP 2018 「SWGP 2018」                                                                                        | 28 gennaio 2018  |         |
| 5        | Imoyoba 「イモ・ヨバ」 - Imo yoba                                                                              | 4 febbraio 2018  |         |
| 6        | La trentesima guerra cibernetica 「第30期 電脳戦」 - Dai 30-ki den'nō-sen                                      | 11 febbraio 2018 |         |
| 7        | Hellshake Yano 「ヘルシェイク矢野」 - Herusheiku Yano                                                          | 18 febbraio 2018 |         |
| 8        | Il drago di Idabashi ~Pipi la vendicatrice~ 「飯田橋の昇竜：復讐のピピ」 - Īdabashi no shōryū: fukushū no Pipi | 25 febbraio 2018 |         |
| 9        | Danza e miracoli 「奇跡とダンスを」 - Kiseki to Dansu o                                                        | 4 marzo 2018     |         |
| 10       | Le hostess detective di Ginza 「銀座ホステス探偵」 - Ginza Hosutesu tantei                                     | 11 marzo 2018    |         |
| 11       | Jukan 「呪館」 - Jukan                                                                                         | 18 marzo 2018    |         |
| 12       | The Age of Pop Team Epic 「The Age of Pop Team Epic」                                                          | 25 marzo 2018    |         |
| 13 (SP1) | Il konbini 「コンビニ」 - Konbini                                                                              | 1º aprile 2019   |         |
| 14 (SP2) | Pop Team nel periodo Edo 「大江戸ポプテ」 - Ōedo Popute                                                        | 1º aprile 2019   |         |

##### Seconda stagione
| Nº | Titolo italiano Giapponese 「Kanji」 - Rōmaji                                                                     | In onda          | In onda |
| Nº | Titolo italiano Giapponese 「Kanji」 - Rōmaji                                                                     | Giapponese       |         |
| 15 | Identity 「アイデンティティ」 - Aidentiti                                                                         | 1º ottobre 2022  |         |
| 16 | Eccoci! Super Mega Combinazione 「出た！超クソデカ合体」 - Deta! Chō kuso deka gattai                             | 8 ottobre 2022   |         |
| 17 | Poputan 「ポップトゥアン」 - Popputo~uan                                                                          | 15 ottobre 2022  |         |
| 18 | Train Battle 「トレインバトル」 - Torein Batoru                                                                   | 22 ottobre 2022  |         |
| 19 | Shining Shoulder 「Shining Shoulder」                                                                             | 29 ottobre 2022  |         |
| 20 | POP Memories to YOU 「POP Memories to YOU」                                                                       | 5 novembre 2022  |         |
| 21 | Rising Hell ~La Freccia Hellshake~ 「ライジング・ヘル 〜ヘルシェイクの矢〜」 - Raijingu Heru 〜Herusheiku no ya〜 | 12 novembre 2022 |         |
| 22 | Pop Team Epic Battle Royale 「ポプテピピックバトルロワイヤル」 - Poputepipikku Batoru Rowaiyaru                   | 19 novembre 2022 |         |
| 23 | Bump-Boo Crusaders 「BUMP-BOO-CRUSADERS」                                                                         | 26 novembre 2022 |         |
| 24 | Il regno della natura 「自然の王国」 - Shizen no ōkoku                                                            | 3 dicembre 2022  |         |
| 25 | Boomer Team Epic 「熟年コンビピピック」 - Jukunen Konbipipikku                                                    | 10 dicembre 2022 |         |
| 26 | Endless Love 「Endless Love」                                                                                     | 17 dicembre 2022 |         |

## Merchandise
Le figure Nendoroid di Popuko e Pipimi, vestite rispettivamente da Batman (doppiato da Kōichi Yamadera) di Batman Ninja e Joker (doppiato da Wataru Takagi), sono state esposte allo stand della Warner Bros. all'AnimeJapan 2018. Quest'ultime sono state esposte sotto suggerimento di Junpei Mizusaki a Kamikaze Douga, ovvero lo studio che ha animato sia la serie animata di Pop Team Epic che il film di Batman Ninja. Le figure crossover sono state accompagnate da uno spot televisivo di 15 secondi, in cui Popuko e Pipomi (vestite con i costumi sopra citati e doppiate da rispettivi doppiatori del film animato) rievocano uno schizzo dei fumetti della serie prima che salti su una scena di Batman Ninja.
Il 26 aprile 2018, il sito web Umabi.jp della Japanese Racing Association ha lanciato la campagna Pop Team Epic Kinen (ポプテピ記念?, Poputepi Kinen), in cui gli utenti potevano creare un avatar personalizzato di Popuko o Pipimi come spettatore virtuale. Inoltre venne confermato che ci sarebbe stata una sorpresa quando gli avatar avrebbero raggiunto il milione. Poiché tale cifra è stata raggiunta alla fine di maggio 2018, la JRA ha pubblicato un webisodio con il proprio marchio il 14 giugno 2018. Prodotto da Space Neko Company (che ha animato i segmenti di Pop Team Story e alcuni brevi sketch della serie TV), i doppiatori Mikako Komatsu e Ryūsei Nakao hanno ripreso entrambi il ruolo di Popuko rispettivamente nella prima e seconda metà, così come Sumire Uesaka e Norio Wakamoto per il personaggio di Pipimi. La JRA ha poi organizzato diversi eventi promozionali all'ippodromo di Tokyo.
Dalla serie sono stati tratti anche diversi peluche.

## Accoglienza
Nel primo semestre del 2018, Pop Team Epic è stata una delle parole più cercate sul motore di ricerca Yahoo!.